# すきすきすぎーと36
すきすきすぎーと36は、埼玉県北葛飾郡杉戸町にある、国道4号と北緯36度線が交差する地点にある休憩施設である。春日部市との境界付近の下り線側に設置されている。1993年3月2日に完成。

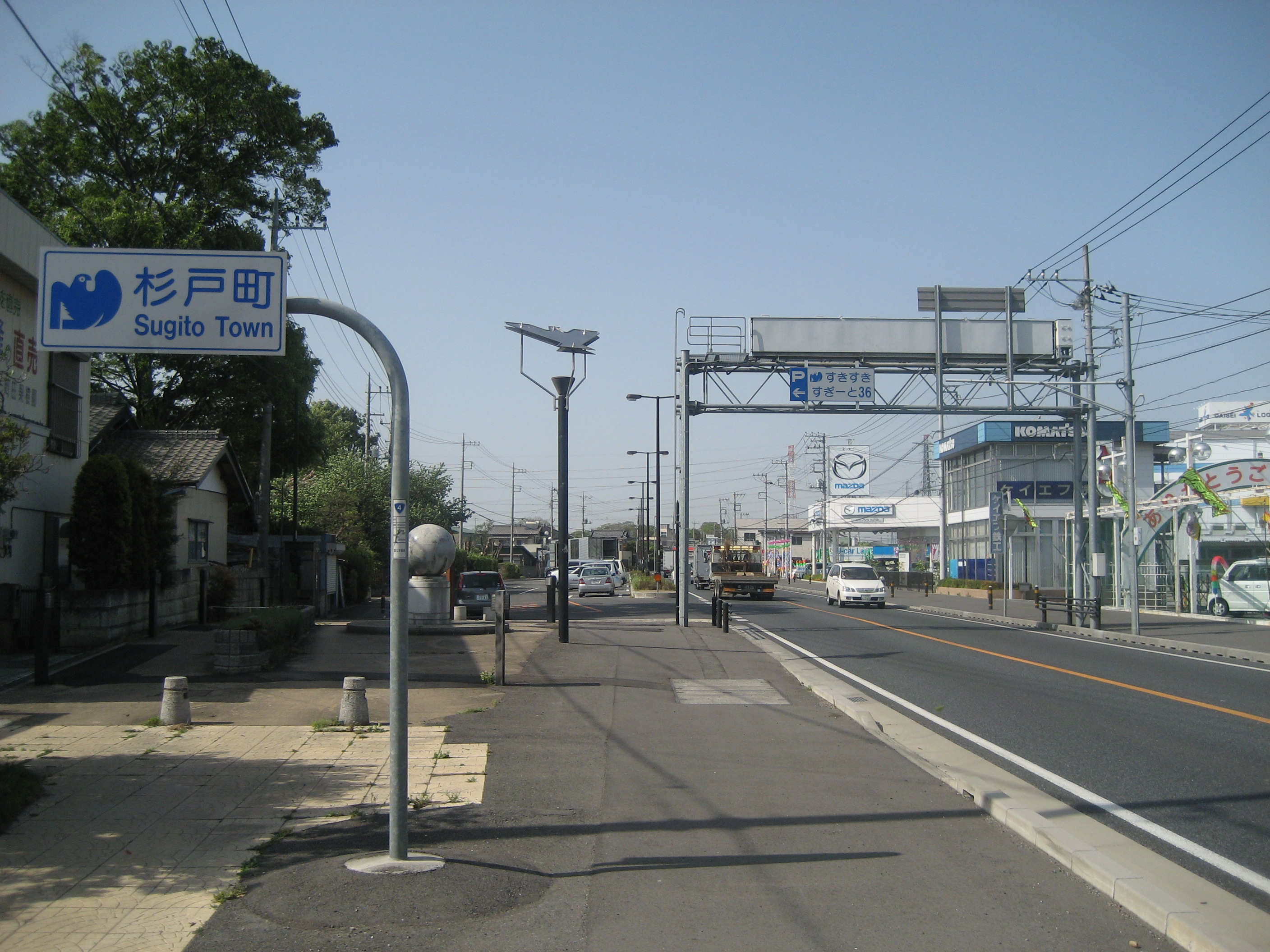
すきすきすぎーと36

## 施設
杉戸町をPRできるように町の位置や歴史などが表示された案内板や、北緯36度線上に位置していることにちなんだ地球儀のモニュメントが設置されている。

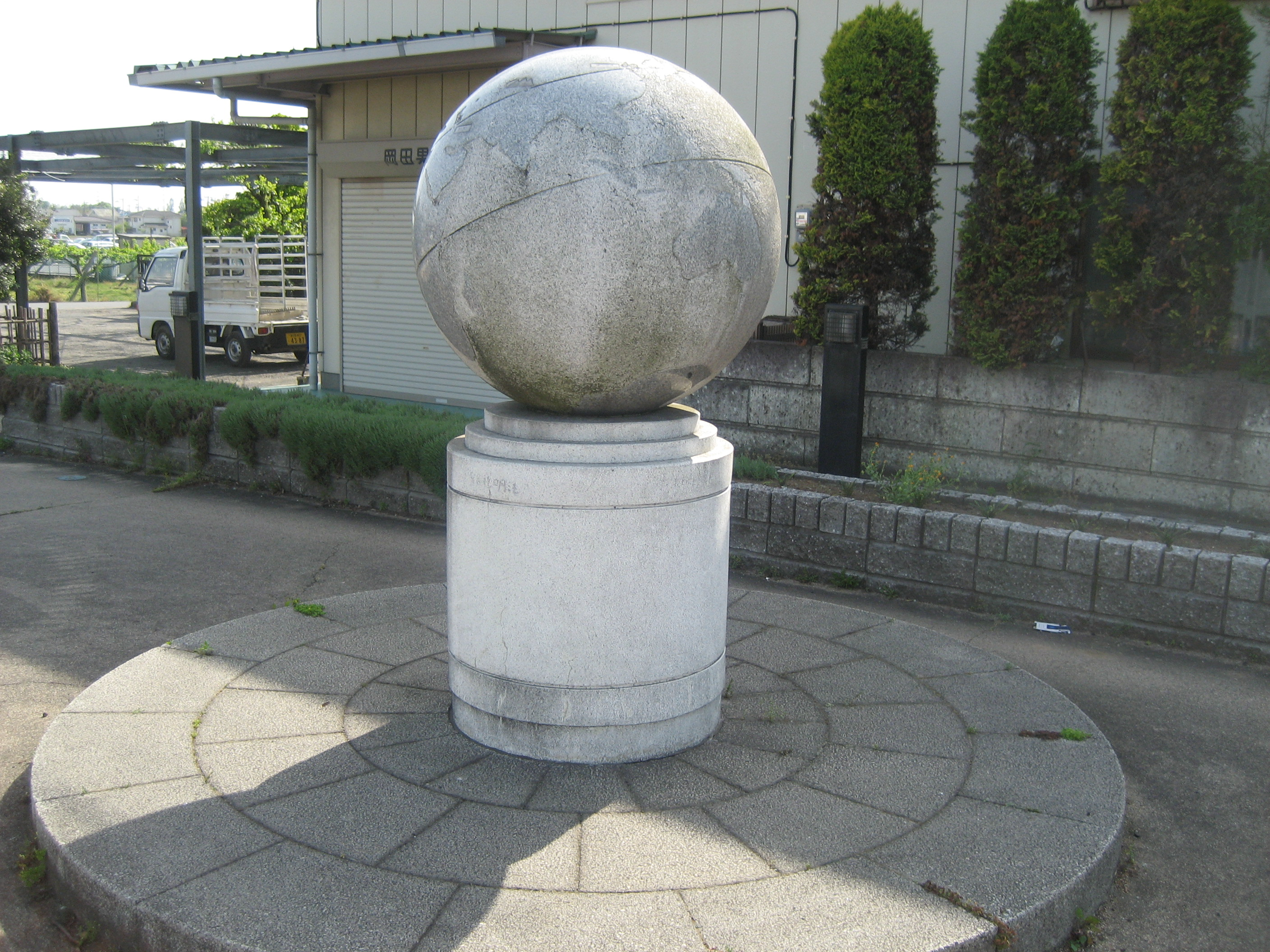
モニュメント

### 駐車場
- 大型
- 小型